# Płaskowyż Leńsko-Angarski
Płaskowyż Leńsko-Angarski (ros. Лено-Ангарское плато) – płaskowyż w azjatyckiej części Rosji, w obwodzie irkuckim.
Leży w południowej części Wyżyny Środkowosyberyjskiej; ograniczony od wschodu i północy Górami Angarskimi, od zachodu Górami Bajkalskimi, od południa doliną Angary; długość ok. 650 km, szerokość do 380 km; średnia wysokość  500–1000 m n.p.m., maksymalna 1464 m n.p.m. Zbudowany ze skał paleozoicznych; porośnięty głównie tajgą; liczne głębokie doliny rzek (Lena i Angara z dopływami, Zbiornik Bracki).
Wydobycie soli kamiennej, rud miedzi i żelaza.
Główne miasta: Ust'-Kut, Żeleznogorsk Ilimski, Żygałowo, Kaczug, Ust'-Ordyński.